# 拓樸最佳化
拓樸最佳化，是結構最佳化的一個分支，它結合了有限元素分析方法、拓樸（材料分配）方法與數值最佳化演算法，在近年來大量的被研究與應用於各有限元素套裝軟體。藉由搭配不同的有限元素分析、拓樸方法與最佳化演算法模組，可探討結構在靜、動態下如何於目標函數與限制條件中達成最佳化。